# Claspettomyia montiviva
Claspettomyia montiviva är en tvåvingeart som beskrevs av Boris Mamaev 1998. Claspettomyia montiviva ingår i släktet Claspettomyia och familjen gallmyggor. Inga underarter finns listade i Catalogue of Life.